# Groupe marxiste internationaliste
Le Groupe marxiste internationaliste (GMI), actif de 1973 à 1978 en Belgique (surtout implanté à Bruxelles), est une dissidence de la Ligue révolutionnaire des travailleurs (LRT).

## Historique

### Scission
La Ligue révolutionnaire des travailleurs, transformée en 1984 en Parti ouvrier socialiste, est alors la section belge de la IVe Internationale trotskiste.
Quelques mois après sa constitution, la LRT connaît une scission : en novembre 1972, Guy Desolre, membre du Secrétariat unifié, quitte le parti avec une poignée de militants en raison de différends non seulement avec la direction du Secrétariat unifié mais aussi avec celle du Parti trotskiste belge, dont il critique le « manque de consistance politique » et le « sectarisme ». Guy Delsore fonde alors le Groupe marxiste internationaliste (GMI) et commence à publier une revue de réflexion politique du nom de La Brèche, avec pour sous-titre Journal du Groupe marxiste internationaliste - Quatrième Internationale. Dès son apparition, le groupuscule continue à se réclamer de l'organisation trotskiste internationale et publie dans La Brèche des articles de Rouge, l'organe de presse de sa section française, la Ligue communiste révolutionnaire (LCR).

### Disparition
Delsore et ses partisans sont convaincus que le GMI va bientôt devenir le premier groupuscule trotskiste du pays et être reconnu par la Secrétariat unifié. Peine perdue, dès 1976 ils cessent de faire comme si leur groupe était affilié au Secrétariat unifié et laissent tomber le titre de leur revue pour ne garder que le sous-titre, Revue marxiste révolutionnaire. Après diverses tentatives d'établissement de synergies politiques avec d'autres organisations ou personnalités de l'extrême-gauche belge (l'organisation Pour le Socialisme, des anciens de l'équipe de la revue Mai et l'universitaire trotskiste Marcel Liebman), le GMI décide de se dissoudre en 1980.
La Brèche cesse de paraître en 1977. Ses principaux initiateurs vont toutefois lancer Critique politique, une nouvelle publication de réflexion, « au contenu et à l'équipe de rédaction plus pluralistes », qui paraît de 1978 à 1982.

## Dirigeants
Groupement gauchiste caractérisé par son « intellectualisme », le GMI est resté durant son existence assez confidentiel, sans doute à cause de ses effectifs réduits et par son manque réel d'ancrage dans la classe ouvrière. Néanmoins, il fut composé de militants marxistes importants qui conservent une importance aujourd'hui. C'est le cas de ses trois meneurs historiques et de l'un de ses jeunes militants de l'époque : Guy Desolre, Yannis Thanassekos, Roland Lew et Willy Van Hecke, respectivement gouverneur-adjoint (pour le Parti socialiste) de la Province du Brabant flamand (jusqu'en juin 2005), directeur de la Fondation Auschwitz (un centre de recherche, d'étude et de formation pédagogique contre le système nazi), spécialiste de renommée internationale de la Chine communiste et président-fondateur de l'Interrégionale du Front antifasciste de Bruxelles.